# 比尔豪尔
比尔豪尔（Bilhaur），是印度北方邦Kanpur Nagar县的一个城镇。总人口18056（2001年）。

## 人口
该地2001年总人口18056人，其中男性9517人，女性8539人；0—6岁人口2788人，其中男1557人，女1231人；识字率52.82%，其中男性为56.32%，女性为48.93%。